# Флавий Евгений (магистр оффиций)
Фла́вий Евге́ний — государственный деятель Римской империи первой половины IV века. Карьера известна из надписи, найденной в Риме: экс-префект претория, ординарный консул-десигнат, магистр оффиций, «комит при дворе». Имел титул vir clarissimus — «славнейший муж».
Форма «экс-префект претория» и расположение в надписи этой должности перед указанием того, что он был консулом-десигнатом (то есть предназначенным в консулы, но не вступившим в должность) означает, что это была лишь почётная должность и в реальности он её не занимал. Евгений не вступил в должность консула, как считается, из-за своей смерти (очевидно, в 349 г.) Таким образом, высшей реальной ступенью его карьеры была должность магистра оффиций, которую он занимал при императоре Константе (вероятно, в 342—349 гг.). Он был весьма влиятельным придворным Константа и, в частности, использовал свою власть для захвата имущества некого Аристофана из Коринфа, с которым он породнился с помощью брака (и судьбе которого оратор Либаний посвятил отдельную речь)
На форуме Траяна Евгению была поставлена статуя (о чём говорит упоминавшаяся выше надпись), восстановленная императорами Констанцием II и Юлианом (то есть в 355—361 гг.), а разрушенная, вероятно, при восстании Магненция.